# Walterson
Walterson Silva (sinh ngày 28 tháng 12 năm 1995), được biết đến với tên gọi đơn giản là Walterson, là một cầu thủ bóng đá người Brazil chơi cho Famalicão, trong vai trò là một tiền đạo.

## Sự nghiệp câu lạc bộ
Anh sinh ra ở Janaúba, Minas Gerais, Walterson tham gia đội trẻ của São Bernardo FC vào năm 2012 ở tuổi 17. Năm sau, anh được lên đội một, và ra mắt cao cấp vào ngày 3 tháng 8 năm đó bằng cách trở thành cầu thủ thay thế chiến thắng trên sân nhà 1-0 của Copa Paulista trước Juventus.
Sau khi hiếm khi được sử dụng trong 2014 Campeonato Paulista, Walterson đã được Guarani de Divinópolis mượn cho đến cuối mùa giải Campeonato Mineiro 2015. Anh ấy đã xuất hiện bảy lần, tất cả từ băng ghế dự bị, trước khi trở lại câu lạc bộ cũ của mình.
Walterson trở lại đội bóng hạng nhất vào 2016, với 13 lần ra sân và ba bàn thắng. Anh đã ghi bàn thắng đầu tiên vào ngày 26 tháng 3, ghi một cú đúp trong trận thắng 4-1 của Rio Claro.
Vào ngày 4 tháng 5 năm 2016, Walterson đã được cho Santos mượn cho đến cuối năm, ban đầu được chuyển cho đội B.  Anh ấy đã lập đội đầu tiên của mình - và Série A - ra mắt vào ngày 8 tháng 9, anh thay thế Vitor Bueno trong trận thua 1-2 trước Internacional.
Vào ngày 23 tháng 12 năm 2016, sau khi không đạt được thỏa thuận, Walterson đã được Peixe thả ra và trở về câu lạc bộ cũ của mình. Ngày 7 tháng 4 sau đó, anh đầu quân câu lạc bộ hàng đầu Atlético Goianiense cho đến cuối năm.
Vào ngày 14 tháng 4 năm 2018, sau khi chơi xong mùa giải Campeonato Paulista ở Santo André, anh đã được São Bento mua và chơi trong Campeonato Brasileiro Série B. 

## Thống kê sự nghiệp
Tính đến 3 tháng 10 năm 2018
| Club                       | Season       | League       | League | League | State League | State League | Cup  | Cup   | Continental | Continental | Other | Other | Total | Total |
| Club                       | Season       | Division     | Apps   | Goals  | Apps         | Goals        | Apps | Goals | Apps        | Goals       | Apps  | Goals | Apps  | Goals |
| -------------------------- | ------------ | ------------ | ------ | ------ | ------------ | ------------ | ---- | ----- | ----------- | ----------- | ----- | ----- | ----- | ----- |
| São Bernardo               | 2013         | Paulista     | —      | —      | 0            | 0            | —    | —     | —           | —           | 9     | 0     | 9     | 0     |
| São Bernardo               | 2014         | Paulista     | —      | —      | 0            | 0            | 2    | 0     | —           | —           | 12    | 0     | 14    | 0     |
| São Bernardo               | 2015         | Paulista     | —      | —      | 0            | 0            | —    | —     | —           | —           | 13    | 3     | 13    | 3     |
| São Bernardo               | 2016         | Paulista     | —      | —      | 13           | 3            | —    | —     | —           | —           | —     | —     | 13    | 3     |
| São Bernardo               | 2017         | Paulista     | —      | —      | 12           | 3            | —    | —     | —           | —           | —     | —     | 12    | 3     |
| São Bernardo               | Total        | Total        | 0      | 0      | 25           | 6            | 2    | 0     | —           | —           | 34    | 3     | 61    | 9     |
| Guarani-MG (loan)          | 2015         | Mineiro      | —      | —      | 7            | 0            | —    | —     | —           | —           | —     | —     | 7     | 0     |
| Santos (loan)              | 2016         | Série A      | 2      | 0      | —            | —            | 0    | 0     | —           | —           | 8     | 4     | 10    | 4     |
| Atlético Goianiense (loan) | 2017         | Série A      | 6      | 0      | —            | —            | 2    | 0     | —           | —           | —     | —     | 8     | 0     |
| Figueirense (loan)         | 2017         | Série B      | 3      | 0      | —            | —            | —    | —     | —           | —           | —     | —     | 3     | 0     |
| Santo André (loan)         | 2018         | Paulista     | —      | —      | 10           | 2            | —    | —     | —           | —           | —     | —     | 10    | 2     |
| São Bento (loan)           | 2018         | Série B      | 9      | 1      | —            | —            | —    | —     | —           | —           | —     | —     | 9     | 1     |
| Famalicão                  | 2018–19      | LigaPro      | 4      | 3      | —            | —            | —    | —     | —           | —           | —     | —     | 4     | 3     |
| Career total               | Career total | Career total | 24     | 4      | 42           | 8            | 4    | 0     | —           | —           | 42    | 7     | 112   | 19    |